# AMEDEO
『AMEDEO』（あめでお）は、アダルトゲームメーカーである株式会社ビジュアルアーツ傘下の乙女ゲームブランドである。兄妹ブランドにアダルトゲームブランド「Kur-Mar-Ter」（クルマレテル）がある。

## 概要
AMEDEOとしてのデビュー作は2000年に発売された「FIRST/LIVE」。良心的な価格で販売し、安定して遊べる仕様はPCゲーム初心者でもプレイしやすい。少女漫画のような乙女ちっくな世界観と、声優が似たり寄ったりになりがちな乙女ゲームにおいて、俳優や洋画中心の声優らを起用するキャスティングの斬新さが特徴である。
また、全ての作品は「並木学園」が舞台となっており、主人公が次作主人公の親友として登場するのが恒例となっているが（ペット探偵Y's以外）、外見・名前は同じでも、設定や性格などは異なるため、同一人物というわけではない。（いわゆるスター・システム方式）
2006年には、初の18禁ソフト「STEP -二人の関係は一歩ずつ-」が発売された。
さらに2007年には、神曲奏界ポリフォニカ Memories Whiteシリーズを発売した。
また、Kur-Mar-Terとしてのデビュー作はAMEDEOよりも早い1999年に発売された「チューして…」。2001年に2作目「ススキノハラの約束」を発売。その後、新作のリリースはAMEDEOのみになるが、2008年に7年ぶりの新作「新ジャンル・えすでれっ!!」を発売した。

## 作品リスト

### AMEDEO
- FIRST/LIVE :2000年8月4日発売。Win用ソフト
- FIRST/LIVE :2001年4月13日発売。Mac用ソフト
- Siesta 〜すすき野原の夢物語〜 :2002年4月12日発売。Win/Mac用ソフト
- ペット探偵Y's :2004年12月10日発売。Win用ソフト
- カレと彼の間で 〜ホワイトラビリンス〜 :2005年2月14日発売。キネティックノベル
- カレと彼の間で 〜再婚家族編〜 :2006年2月13日発売。キネティックノベル
- カレと彼の間で -DXツインズパック版- :2006年8月11日発売。Win用ソフト
- STEP -二人の関係は一歩ずつ- :2006年12月15日発売。Win用18禁ソフト
- 神曲奏界ポリフォニカ Memories White ファーストエモーション :2007年06月29日発売。キネティックノベル
- 神曲奏界ポリフォニカ Memories White エンドレスアリア :2007年07月13日発売。キネティックノベル
- 誰にでも裏がある ～True or Lie?～ :2009年12月4日発売。Win用ソフト。

### Kur-Mar-Ter
- チューして… :1999年6月4日発売。
- ススキノハラの約束 :2001年5月25日発売。
- 新ジャンル・えすでれっ!! :2008年9月26日発売。
- 邪！！ぱんでみっく :2010年8月27日発売。

## 関わったスタッフ
- 原画
  - 龍牙翔（ファーストライブ、Siesta、チューして…、ススキノハラの約束）
  - 木下さくら＆東山和子（ペット探偵Y's）
  - 伊集院草一郎（カレと彼の間でシリーズ、STEP）
  - 雪月竹馬（新ジャンル・えすでれっ!!）
- シナリオ
  - yurie
- 音楽
  - 風ノススト（ペット探偵Y's）